# Friedrich Erhard Wagner

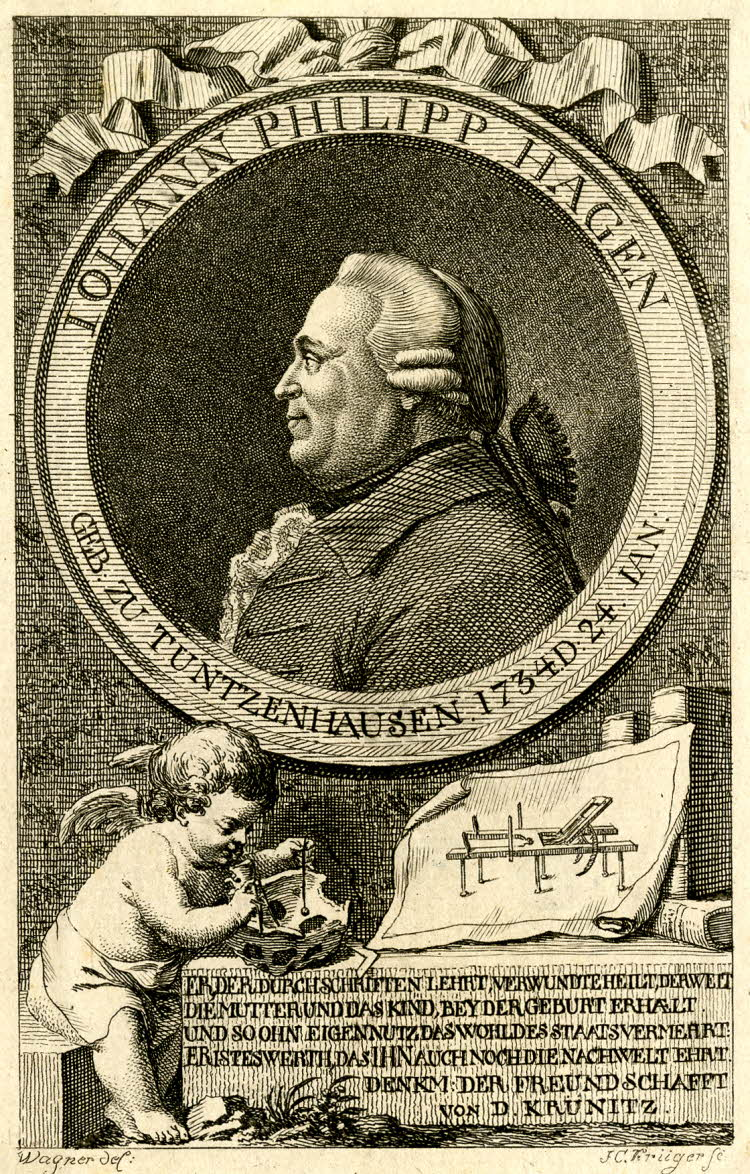
Kupferstich nach einem Porträt von Johann Philipp Hagen von Friedrich Erhard Wagner

Friedrich Erhard Wagner (auch Wagener; * 1759 in Köthen; † 1813 in Berlin) war ein deutscher Porträtmaler.
Wagner studierte ab 1777 an der Berliner Kunstakademie bei Johann Heinrich Meil. Nach dem Studium zog er 1788 nach Dresden, wo er dank eines Stipendiums des Herzogs von Köthen weiter bei Giovanni Battista Casanova studieren konnte.
Daniel Chodowiecki lobte in einem Brief an die Gräfin von Solms-Laubach den jungen Künstler und sagte ihm eine erfolgreiche Zukunft voraus. 1807 verließ Wagner Dresden und ging nach Berlin zurück.
Er malte meist in Pastell und nur selten Porträts in Öl, die oft als Vorlagen für Kupferstecher dienten. Er kopierte auch Porträtbilder alter Meister. Die meisten von Wagner gemalten Porträts sind nur als Kupferstich-Kopien erhalten geblieben.